# نژادپرستی معکوس
نژادپرستی معکوس (انگلیسی: reverse racism) یا تبعیض معکوس (انگلیسی: reverse discrimination) این مفهوم است که تبعیض مثبت و برنامه‌های رنگ‌آگاه مشابه برای جبران نابرابری‌های نژادی نوعی نژادپرستی ضد سفیدها محسوب می‌شوند.